# Helava-Gletscher
Der Helava-Gletscher ist ein Gletscher auf Elephant Island im Archipel der Südlichen Shetlandinseln. Er fließt in südlicher Richtung zum Weddell-Meer, das er zwischen dem Pygoscelis Point und dem Nelly Point erreicht.
Das UK Antarctic Place-Names Committee benannte ihn 2016. Namensgeber ist der finnische Vermessungsingenieur Uuno Vilho Helava (1923–1994), ein Pionier der modernen Photogrammetrie.